# Juanillo
Juanillo är en ort i Mexiko.   Den ligger i kommunen Matamoros och delstaten Tamaulipas, i den östra delen av landet, 700 km norr om huvudstaden Mexico City. Juanillo ligger 14 meter över havet och antalet invånare är 186.
Terrängen runt Juanillo är mycket platt. Runt Juanillo är det ganska tätbefolkat, med 134 invånare per kvadratkilometer. Närmaste större samhälle är Heroica Matamoros, 8,5 km sydost om Juanillo. Trakten runt Juanillo består till största delen av jordbruksmark.